# 2つのロンド (ベートーヴェン)
2つのロンド 作品51 は、ルートヴィヒ・ヴァン・ベートーヴェンが作曲したピアノ独奏曲。

## 概要
作品51には2つのロンドが収録されているが、それぞれの作曲、初版の時期は異なっている。第1曲のハ長調は1796年から1797年にかけて作曲され、1797年10月にウィーンのアルタリアから出版された。第2曲のト長調は1798年にスケッチされている。1800年に完成されたものとみられ、1802年9月にやはりアルタリアから出版された。
ベートーヴェンはト長調の第2曲をピアノの弟子であったジュリエッタ・グイチャルディに贈る予定であった。しかし、カール・アロイス・フォン・リヒノフスキーの娘ヘンリエッテへの献呈の話が持ち上がり、代わりとしてグイチャルディにはピアノソナタ第14番（月光）が捧げられることになったという。ベートーヴェンはグイチャルディに恋心を抱いていたが身分の壁を超えることはかなわず、1803年11月にヴェンゼル・ロベルト・フォン・ガレンベルク伯爵と結婚した彼女はイタリアへと旅立っていった。
ベートーヴェンの故郷ボンの宮廷では前期古典派の音楽が好まれており、彼はその環境でロココ的表現を身に着けてきた。本作もその他の初期作品同様に優雅な楽想を基礎としつつ、独自性の発揮により他にはない世界を生み出しており、彼の音楽様式を理解するために重要な作品のひとつである。

## 楽曲構成

### 第1曲
Moderato e grazioso 2/2拍子 ハ長調
ABACAA'にコーダが付属する形式。それ自身が三部形式を形成するAは譜例1の主題で開始する。この主題の持つ流麗さは初期のベートーヴェン特有のものである。
譜例1
Bの部分は2つの部分から成るト長調で書かれており、動きのある前半に対する緩やかな後半ではハ長調への準備を行ってAの再現へと移行する。Cではハ短調に転じ、上昇する三連符のアルペッジョが奏される（譜例2）。
譜例2
Cに続いて奏されるAでは譜例1が変イ長調で現れ、主題の変奏の様相を呈する。C部分の素材も含まれており、ソナタ形式であれば展開部というべきものである。次にハ長調に回帰すると装飾を交えて主題を奏し、規模の大きなコーダは最後に冒頭主題を回想して閉じられる。以上より、ABACまでが古典的ロンドである一方、その後の部分は主題の変奏と展開によって構築されているということができる。

### 第2曲
Andante cantabile e grazioso 2/4拍子 ト長調 - Allegretto 6/8拍子 ホ長調
この作品が書かれた1800年頃のベートーヴェンの音楽は進歩著しく、この第2曲は第1曲に比べて大きく深化した姿を見せている。ABACABAの構成を取っており、さらにソナタ形式の特徴も取り込んでいる。異なる素材を内包する主題により開始する（譜例3）。
譜例3
Bではニ長調に転じるが、Aの再現でト長調に回帰する。Cでは拍子と調性を変更し、強い対比を生み出す（譜例4）。
譜例4
結尾を置いてCを終えると、Aに続いてBも主調のト長調で再現され、ソナタ形式の再現部の方法に倣っている。最後のコーダでは譜例3の下降音型を繰り返し、力強く終結する。BがAに、CがBにそれぞれ由来することから、全曲は譜例3の変奏によって成り立っていたとの指摘が可能である。